# شوبارتنیز
شوبارتنیز (به قزاقی: Shubarteniz) یک دریاچه در قزاقستان است که در پست‌بوم توران واقع شده‌است.